# Баошићи
Баошићи је насеље у општини Херцег Нови у Црној Гори. Према попису из 2023. било је 1.200 становника. Налази се у заливу Бока которска, 8 километара јужно од Херцег Новог, према Котору и Тивту.
Баошићи су данас познато рибарско — туристичко насеље. У делу Баошића, изнад Јадранске магистрале, налази се мали приватни музеј у кући поморског капетана Мирослава Штумбергера. О њему је испевана и песма „Стари капетан”. У месту делује рибарска задруга, ватерполо клуб — „БОКЕЉ”, једриличарски клуб — „ЈОВО ДАБОВИЋ” и културно — уметничко друштво.
У овом месту одржава се сваког фебруара завршна свечаност Празника мимозе. Тада се на путу дуж морске обале окупи неколико хиљада туриста из Црне Горе и иностранства.

## Историја
За време владавине цара Душана (1351. године), Баошићи су се звали Баошле. Године 1880, боравећи у Баошићима са међународном флотом, млади француски официр и писац Пјер Лоти написао је причу о љубави коју је гајио према младој и лепој мештанки Пасквали Ивановић, о чему постоји и спомен — плоча.

## Географски положај
Налазе се на 2 km дугоме простору уз дужину саме обале Боке Которске. Садрже пјесковиту плажу укупне површине од 2.800 m2, и заклоњени су од буре, са приморском климом од око 2.500 сунчаних сати у години. Вегетација је медитеранска са биљкама: агрумима, маслинама, виновом лозом и аустралијском мимозом.

## Демографија
У насељу Баошићи живи 1133 пунолетна становника, а просечна старост становништва износи 37,4 година (36,6 код мушкараца и 38,2 код жена). У насељу има 486 домаћинстава, а просечан број чланова по домаћинству је 3,03.
Становништво у овом насељу веома је хетерогено, а у последња три пописа, примећен је пораст у броју становника.
|  |

| Демографија | Демографија | Демографија |
| Година      | Становника  | Становника  |
| ----------- | ----------- | ----------- |
|             |             |             |
|             |             |             |
|             |             |             |
|             |             |             |
| 1948.       | 469         |             |
| 1953.       | 534         |             |
| 1961.       | 579         |             |
| 1971.       | 712         |             |
| 1981.       | 603         |             |
| 1991.       | 779         | 763         |
| 2003.       | 1.502       | 1.473       |
|             |             |             |

| Етнички састав према попису из 2003.‍ | Етнички састав према попису из 2003.‍ | Етнички састав према попису из 2003.‍ | Етнички састав према попису из 2003.‍ | Етнички састав према попису из 2003.‍ |
| ------------------------------------ | ------------------------------------ | ------------------------------------ | ------------------------------------ | ------------------------------------ |
|                                      |                                      |                                      |                                      |                                      |
| Срби                                 | Срби                                 |                                      | 843                                  | 57,23%                               |
| Црногорци                            | Црногорци                            |                                      | 391                                  | 26,54%                               |
| Хрвати                               | Хрвати                               |                                      | 15                                   | 1,01%                                |
| Муслимани                            | Муслимани                            |                                      | 14                                   | 0,95%                                |
| Југословени                          | Југословени                          |                                      | 9                                    | 0,61%                                |
| Словенци                             | Словенци                             |                                      | 5                                    | 0,33%                                |
| Македонци                            | Македонци                            |                                      | 5                                    | 0,33%                                |
| Мађари                               | Мађари                               |                                      | 4                                    | 0,27%                                |
| Албанци                              | Албанци                              |                                      | 1                                    | 0,06%                                |
| непознато                            | непознато                            |                                      | 36                                   | 2,44%                                |

| Година пописа     | 1948. | 1953. | 1961. | 1971. | 1981. | 1991. | 2003. |
| ----------------- | ----- | ----- | ----- | ----- | ----- | ----- | ----- |
| Број домаћинстава | 129   | 153   | 168   | 193   | 195   | 246   | 490   |

| Број чланова      | 1   | 2  | 3  | 4  | 5   | 6  | 7  | 8 | 9 | 10 и више | Просек |
| ----------------- | --- | -- | -- | -- | --- | -- | -- | - | - | --------- | ------ |
| Број домаћинстава | 486 | 99 | 88 | 97 | 132 | 48 | 16 | 5 | 1 | 0         | 0      |

| Пол    | Укупно | Неожењен/Неудата | Ожењен/Удата | Удовац/Удовица | Разведен/Разведена | Непознато |
| ------ | ------ | ---------------- | ------------ | -------------- | ------------------ | --------- |
| Мушки  | 601    | 212              | 341          | 16             | 17                 | 15        |
| Женски | 602    | 143              | 335          | 89             | 29                 | 6         |
| УКУПНО | 1.203  | 355              | 676          | 105            | 46                 | 21        |

| Пол    | Укупно                    | Пољопривреда, лов и шумарство | Рибарство                            | Вађење руде и камена | Прерађивачка индустрија       |
| ------ | ------------------------- | ----------------------------- | ------------------------------------ | -------------------- | ----------------------------- |
| Мушки  | 235                       | 5                             | 1                                    | 0                    | 58                            |
| Женски | 150                       | 0                             | 0                                    | 0                    | 6                             |
| УКУПНО | 385                       | 5                             | 1                                    | 0                    | 64                            |
| Пол    | Производња и снабдевање   | Грађевинарство                | Трговина                             | Хотели и ресторани   | Саобраћај, складиштење и везе |
| Мушки  | 6                         | 26                            | 28                                   | 10                   | 11                            |
| Женски | 1                         | 1                             | 41                                   | 13                   | 3                             |
| УКУПНО | 7                         | 27                            | 69                                   | 23                   | 14                            |
| Пол    | Финансијско посредовање   | Некретнине                    | Државна управа и одбрана             | Образовање           | Здравствени и социјални рад   |
| Мушки  | 0                         | 5                             | 44                                   | 10                   | 9                             |
| Женски | 2                         | 9                             | 22                                   | 9                    | 33                            |
| УКУПНО | 2                         | 14                            | 66                                   | 19                   | 42                            |
| Пол    | Остале услужне активности | Приватна домаћинства          | Екстериторијалне организације и тела | Непознато            | Непознато                     |
| Мушки  | 11                        | 0                             | 0                                    | 11                   | 11                            |
| Женски | 6                         | 0                             | 0                                    | 4                    | 4                             |
| УКУПНО | 17                        | 0                             | 0                                    | 15                   | 15                            |